# إدوارد براي (لاعب كريكت)
إدوارد براي (19 أغسطس 1849 - 19 يونيو 1926) (بالإنجليزية: Edward Bray)‏ هو لاعب كريكت بريطاني.

## وصلات خارجية
- إدوارد براي (لاعب كريكت) على موقع إي آس بي آن كريك إنفو (الإنجليزية)